# Université de Macédoine
L'université de Macédoine (en grec moderne : Πανεπιστήμιο Μακεδονίας) est située à Thessalonique, en Grèce. Elle a été fondée en 1957 sous le nom d’École des hautes études industrielles de Thessalonique. Elle a pris son nom actuel en 1991.
Elle est constituée par 10 départements principalement dans les domaines des Sciences humaines et sociales, Science politique et Économie. Elle est la seconde plus grande université de la ville après l'université Aristote de Thessalonique.